# Liste der National Lakeshores und Seashores in den Vereinigten Staaten
| |
| Verteilung der National Lake- und Seashores in den Vereinigten Staaten (Markierungen sind als Link anklickbar) |

Als National Seashore (englisch Nationale Meeresküste) beziehungsweise National Lakeshore (englisch Nationale Seeküste) werden an der Küste gelegene Schutzgebiete in den Vereinigten Staaten bezeichnet, die durch die Bundesregierung der Vereinigten Staaten als Gebiete mit besonderer Bedeutung für die Erhaltung der Natur bei gleichzeitigem Ausbau der Erholungsnutzung erklärt wurden. Insgesamt gibt es 13 solcher Schutzgebiete – zehn National Seashores und drei National Lakeshores, welche alle der Verwaltung des National Park Service unterstellt sind.

## Liste der National Seashores
Im Jahre 1953 wurde Cape Hatteras als National Seashore ausgezeichnet, seither wurden neun weitere Meeresküstenabschnitte als Schutzgebiet ausgewiesen. Insgesamt umfassen die zehn National Seashores rund 2416 Quadratkilometer (Stand 2018).
| \| \| |
|       |

|  |

| \| \| |
|       |

|  |

| \| \| |
|       |

|  |

| \| \| |
|       |

|  |

| \| \| |
|       |

|  |

| \| \| |
|       |

|  |

| \| \| |
|       |

|  |

| \| \| |
|       |

|  |

| \| \| |
|       |

|  |

| \| \| |
|       |

|  |

## Liste der National Lakeshores
Das erste National Lakeshore war die Pictured Rocks National Lakeshore, welche im Oktober 1966 ausgerufen wurde. Alle drei National Lakeshores haben eine Gesamtfläche von etwa 928 km² (Stand 2018). Sie befinden sich, obwohl sie theoretisch an jedem natürlichen Süßwassersee liegen könnten, bisher alle an den Großen Seen. Bis 2019 gab es zudem das Indiana Dunes National Lakeshore, welches in den Indiana-Dunes-Nationalpark umgewandelt wurde.
| \| \| |
|       |

|  |

| \| \| |
|       |

|  |

| \| \| |
|       |

|  |